# Bluebird (singolo)
Bluebird è un singolo della cantante statunitense Miranda Lambert, pubblicato il 9 dicembre 2019 come secondo estratto dal settimo album in studio Wildcard.

## Descrizione
Il brano è stato scritto dalla stessa interprete con Luke Dick e Natalie Hemby e prodotto da Jay Joyce. È composto in chiave di Sol maggiore ed ha un tempo di 82 battiti per minuto.

## Video musicale
Il video musicale del brano, diretto da Trey Fanjoy, è stato reso disponibile il 20 marzo 2020.

## Tracce
Download digitale (versione acustica)
1. Bluebird – 3:40

Download digitale (versione dal vivo)
1. Bluebird – 3:40

## Successo commerciale
Nella pubblicazione del 1º agosto 2020 Bluebird ha raggiunto la vetta della Country Airplay, classifica radiofonica statunitense redatta dalla rivista Billboard e dedicata al suddetto genere, grazie ad un'audience pari a 32,4 milioni di ascoltatori. È diventata così la sesta numero uno di Miranda Lambert e la prima da solista da Over You del 2012.

## Classifiche

### Classifiche settimanali
| Classifica (2020) | Posizione massima |
| ----------------- | ----------------- |
| Canada            | 46                |
| Stati Uniti       | 26                |

### Classifiche di fine anno
| Classifica (2020) | Posizione |
| ----------------- | --------- |
| Stati Uniti       | 91        |